# Johann Horneburg
Johann Horneburg (auch Johann VIII. von Lebus; † 16. Juni 1555 in Storkow, Bistum Lebus) war der letzte katholische Bischof von Lebus von 1552 bis 1555.

## Leben
Johann Horneburg kam aus Braunschweig und war Sohn des Bürgermeisters Ludeke Horneburg. Er studierte in Wittenberg, Leipzig und Bologna und promovierte zum Doktor des Rechts und des Kirchenrechts. 1520 wurde er als solcher bezeichnet. 1527–1528 war er Sekretär des Kanzlers Bischof Bernhard von Cles am Hofe König Ferdinands.
1535 wurde er erstmals in Diensten Erzbischof Albrechts von Mainz und Magdeburg erwähnt, 1535 als Domherr in Halberstadt. 1543 bezog er auch ein Gehalt von Kurfürst Joachim II. von Brandenburg.
1550 war Johannes Horneburg Propst des Domstifts Brandenburg, des Stifts St. Bonifatius und Mauritius in Halberstadt und der Kollegiatstifte in Tangermünde und Walbeck sowie Domherr in Hildesheim, Merseburg, Minden und Naumburg.
Im April oder Mai 1551 wurde er vom Domkapitel zum neuen Bischof von Lebus gewählt, nachdem der Kurfürst keinen seiner Söhne als Kandidaten durchsetzen konnte. Das Domstift Lebus besaß zu dieser Zeit das letzte größere weltliche Territorium in der Mark Brandenburg, das noch nicht zum reformatorischen Bekenntnis übergetreten war, weshalb der Druck von Seiten des Kurfürsten und des Markgrafen Johann der Neumark erheblich war.
Johanns Wahl wurde am 5. Oktober vom Papst bestätigt und am 10. April 1552 durch die Weihe von Erzbischof Nikolaus III. von Gnesen vollzogen. Bald darauf teilte er in einem Briefwechsel mit dem Kurfürsten deutlich seine katholische Position mit.
Johann amtierte dennoch als Reichsfürst ohne formale Einschränkungen. 1552 unterstützte er die Universität in Frankfurt während einer Pestepidemie. 1554 reiste Bischof Johann zum Kaiser, um sich das gefährdete Land Beeskow und Storkow bestätigen zu lassen.
Er starb am 16. Juni 1555 im Bischofsschloss in Storkow. Seine Grabstätte ist unbekannt.
Bischof Johann Horneburg galt als gelehrte Persönlichkeit und Unterstützer der Wissenschaften. Selbst der Reformator Philipp Melanchthon bezeichnete ihn als weisen Mann und seinen Gönner. Im Schloss Storkow besaß Johann Horneburg eine Bibliothek mit fast 500 Büchern und zahlreichen Handschriften.
Nach seinem Tod konnte der brandenburgische Kurfürst seinen Enkel Joachim Friedrich als neuen Bischof einsetzen und 1557 die Reformation im Stiftsterritorium von Lebus durchführen.